# Mexobisium reddelli
Espèce
Mexobisium reddelli est une espèce de pseudoscorpions de la famille des Bochicidae.

## Distribution
Cette espèce est endémique de l'État de San Luis Potosí au Mexique. Elle se rencontre vers Tamán.

## Description
Le mâle holotype mesure 2,58 mm et la femelle paratype 3,15 mm.

## Étymologie
Cette espèce est nommée en l'honneur de James R. Reddell

## Publication originale
- Muchmore, 1986 : Additional pseudoscorpions, mostly from caves, in Mexico and Texas (Arachnida: Pseudoscorpionida). Texas Memorial Museum Speleological Monograph, vol. 1, no 1, p. 17-30 (texte intégral).